# 承建商

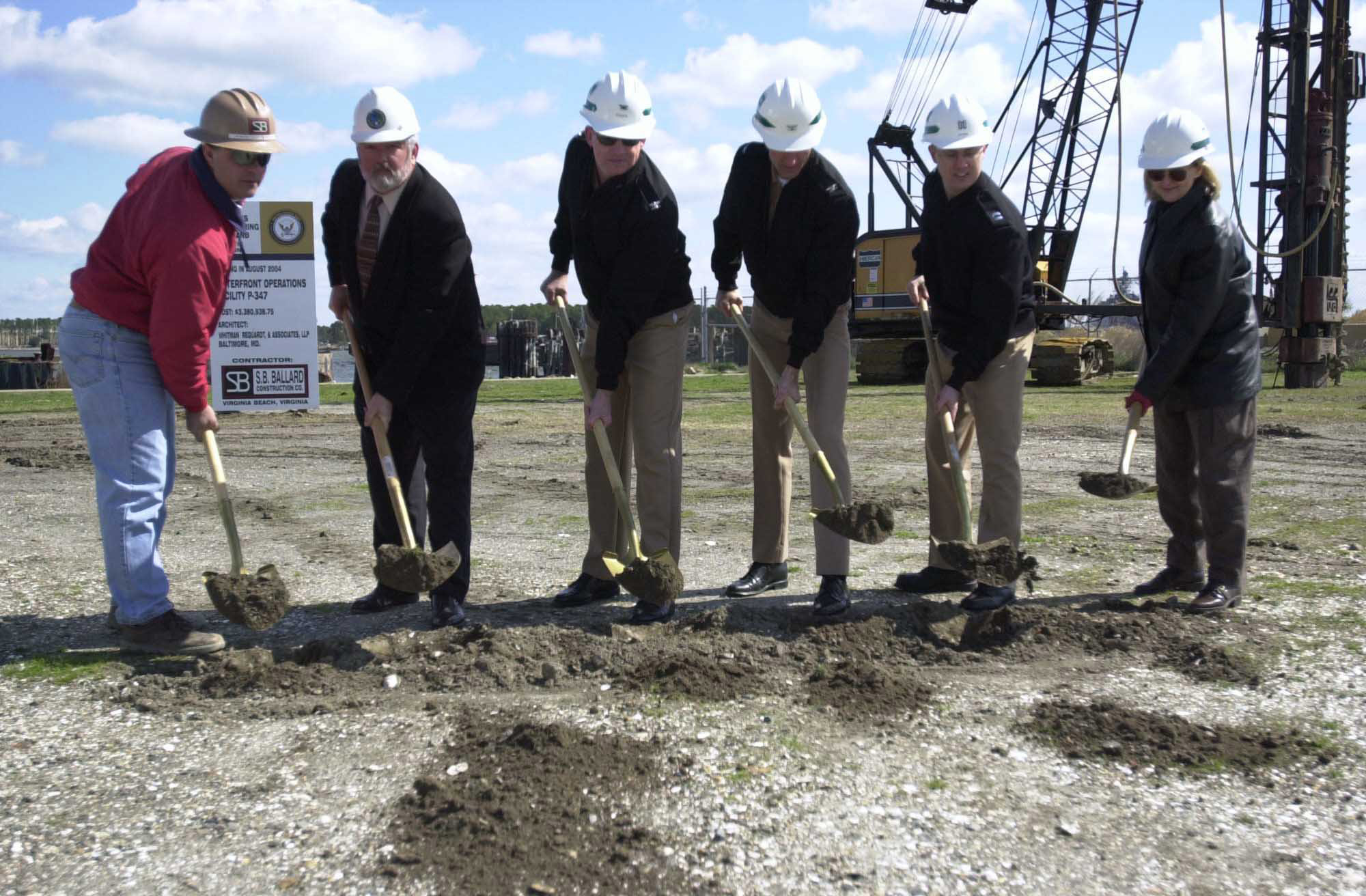
承建商的動土儀式。

承建商（英語：Main contractor）是指承包建築工程的一方，負責將建築師或者工程師的設計實體化，判头則為比较形象的说法。
每项工程一般情况下会通过招标确定一个总承建商，确定承建商的过程為外判，而由总承建商按照不同行业与施工特性再进行分判給分判商，承建商就被称為判头。
發展商選擇承建商的準則有多方面，未必一定是價低者得，承建商的往績、財政穩健狀況、各樣的能力都可能構成考慮因素。

## 工人權益
由於分判系統的使然，分判商的現金流可能受到延誤，勞資糾紛時有發生，部份國家或地區均設立了承建商擔保的制度，以保障勞工的權益。

## 外部連結
- 香港 發展局 認可公共工程承建商名冊 （页面存档备份，存于）